# The Constant
The Constant е четвъртият студиен албум на американската рок група Story Of The Year. Той е представен на 16 февруари 2010 чрез Epitaph Рекърдс и е продуциран от Майкъл „Елвис“ Баскете който продуцира и албумите на Alter Bridge, Chevelle, Escape The Fate, A Change Of Pace и Fact. Вокалистът Дан Марсала обяснява, че заглавието на албума символизира работната етика на групата и ангажимент към себе си и за техните фенове.

## Песни
1. The Children Sing 4:07
2. The Ghost Of You And I 3:55
3. I'm Alive 4:15
4. To The Burial 3:48
5. The Dream Is Over 3:52
6. Remember A Time 4:05
7. Holding On To You 3:43
8. Won Threw Ate 3:44
9. Ten Years Down 3:53
10. Time Goes On 4:06
11. Eye For An Eye 2:14
12. Your Unsung Friend 4:19
13. Tonight We Fall 3:47

## Членове на групата
- Дан Марсала – Вокалист
- Райън Филипс – Соло китара
- Адам Русел – Бас китара
- Филип Снийд – Ритъм китара
- Джош Уилс – Барабани